# Asgardianos de la Galaxia
Los Asgardianos de la Galaxia son un equipo de superhéroes que aparecen en los cómics estadounidenses publicados por Marvel Comics. El equipo hizo su primera aparición en Asgardians of the Galaxy #1 (septiembre de 2018) escrito por Cullen Bunn y el artista Matteo Lolli.

## Historia de publicación
En junio de 2018, Marvel Comics lanzó una imagen teaser anunciando el debut de Asgardianos de la Galaxia. El reclamo, que dice "Los Guardianes de la Galaxia ya no existen ... ¿Quiénes son los Asgardianos de la Galaxia?" Surgió después del lanzamiento de Infinity Countdown # 4 (junio de 2018) de Gerry Duggan y Mike Deodato Jr., que vio la disolución de los Guardianes de la Galaxia. Al día siguiente, Marvel dio a conocer los primeros detalles de la serie, que debutará en septiembre de 2018 con el escritor Cullen Bunn y el artista Matteo Lolli, y presenta una alineación formada por personajes de Asgard o que tienen vínculos con Asgard, entre ellos; Angela (la hermana de Thor, quien previamente se unió a los Guardianes de la Galaxia), Valquiria (la guerrera asgardiana, que Bunn incluyó en su serie, Fearless Defenders), Kevin Masterson (el hijo del anfitrión permeable de Thor, Eric Masterson), Throg (un antropomorfo rana que empuña un martillo hecho con un fragmento de Mjolnir), Ejecutor (un villano asgardiano convertido en héroe) y el Destructor (un traje animado de armadura asgardiana que en la serie está siendo controlado remotamente por un piloto no revelado).
Bunn declaró que originalmente lanzó la idea de Asgardianos de la Galaxia en 2015, pero tuvo que esperar el momento adecuado, que vino después de los eventos de Infinity Countdown. Bunn dijo que estaba inspirado en los cómics clásicos de Thor, las obras de Jim Starlin, películas como Thor: Ragnarok, Guardianes de la Galaxia y Star Wars, e incluyó una serie de piedras de toque que van desde Star Trek y Firefly en su campo. Bunn también afirmó que no vio a los Asgardianos de la Galaxia como un reemplazo de los Guardianes de la Galaxia, pero quiso capturar la diversión de esa serie diciendo: "En esta historia, un grupo de asgardianos se ve arrastrado a una búsqueda intergaláctica para detenerse. un terrible villano, de desatar algo terrible en el universo. Sin embargo, por varias razones, este grupo de asgardianos debe trabajar sin el conocimiento de sus pares."

## Lista
| Personaje     | Nombre real     | Unido en                                          | Notas                                |
| ------------- | --------------- | ------------------------------------------------- | ------------------------------------ |
| Angela        | Angela          | Asgardianos de la Galaxia #1 (septiembre de 2018) |                                      |
| Valkyrie      | Brunilda        | Asgardianos de la Galaxia #1 (septiembre de 2018) |                                      |
| Thunderstrike | Kevin Masterson | Asgardianos de la Galaxia #1 (septiembre de 2018) |                                      |
| Throg         | Puddlegulp      | Asgardianos de la Galaxia #1 (septiembre de 2018) |                                      |
| Ejecutor      | Skurge          | Asgardianos de la Galaxia #1 (septiembre de 2018) |                                      |
| Destructor    | Destructor      | Asgardianos de la Galaxia #1 (septiembre de 2018) | Remotamente controlado por Kid Loki. |

## En otros medios
En la película de 2019, Avengers: Endgame, Thor se une a los Guardianes de la Galaxia, y en broma se refiere a ellos como los "Asgardianos de la Galaxia", a pesar de la ausencia de miembros del equipo homónimo en los cómics.